# .com
.com este un domeniu de internet de nivel superior, pentru organizații comerciale, dar nerestricționat (GTLD).
Domeniul, inițial sub controlul Departamentului Apărării al Statelor Unite, este administrat astăzi de Verisign. Înregistrările de domenii .com efectuate de Verisign sunt prelucrate de registratorii acreditați ai ICANN. Registrul permite utilizarea numelor de domenii internaționalizate.
Domeniul este unul dintre primele domenii de nivel superior (TLD) de pe Internet care au apărut împreună cu implementarea sistemului de nume de domeniu în ianuarie 1985, împreună cu .edu, .gov, .mil, .net, .org și .arpa. A devenit cel mai mare domeniu de nivel superior.

## Istorie
Primele domenii .com au fost:
| Domeniu Internet | Data înregistrării |
| ---------------- | ------------------ |
| symbolics.com    | 15/03/1985         |
| bbn.com          | 24/04/1985         |
| think.com        | 24/05/1985         |
| mcc.com          | 11/07/1985         |
| dec.com          | 30/09/1985         |

## Domenii
15 mai 2000 s-au folosit toate domeniile gratuite cu trei caractere.
4 noiembrie 2007 s-au folosit toate domeniile gratuite cu patru litere.